# NGC 444
NGC 444 = IC 1658  ist eine Spiralgalaxie vom Hubble-Typ Scd im Sternbild Fische auf der Ekliptik. Sie ist schätzungsweise 222 Millionen Lichtjahre von der Milchstraße entfernt und hat einen Durchmesser von etwa 105.000 Lichtjahren. Vom Sonnensystem aus entfernt sich die Galaxie mit einer errechneten Radialgeschwindigkeit von näherungsweise 4.800 Kilometern pro Sekunde.
Gemeinsam mit NGC 452 bildet sie das gravitativ gebundene Galaxienpaar KPG 28 und ist Teil der 18 Mitglieder zählenden Lyons Groups of Galaxies LGG 18 um NGC 452.
Das Objekt wurde am 26. Oktober 1854 von dem irischen Astronomen R. J. Mitchell, einem Assistenten von William Parsons, entdeckt und im NGC-Katalog als NGC 444 verzeichnet. Am 17. Oktober 1903 wurde dieses Objekt von Stéphane Javelle wiederentdeckt und im IC-Katalog als IC 1658 gelistet.

## Galaktisches Umfeld
| Nr. | Galaxie          | Alternativname          | Rek           | Dek           | Distanz/asec |
| --- | ---------------- | ----------------------- | ------------- | ------------- | ------------ |
| →   | NGC 444          | LEDA/PGC 4561           | 01h15m49.60s  | +31d04m48.9s  | 0            |
| 1   | NGC 452          | LEDA/PGC 4596           | 01h16m14.83s  | +31d02m01.8s  | 364.61       |
| 2   | LEDA/PGC 4574    | 2MASX J01160218+3058548 | 01h16m02.17s  | +30d58m54.4s  | 389.62       |
| 3   | LEDA/PGC 1934051 | 2MASX J01161429+3109129 | 01h16m14.316s | +31d09m12.87s | 413.06       |
| 4   | LEDA/PGC 4605    | 2MASX J01162652+3056089 | 01h16m26.52s  | +30d56m08.8s  | 704.11       |
| 5   | LEDA/PGC 1934485 | 2MASX J01143847+3109474 | 01h14m38.44s  | +31d09m47.6s  | 959.64       |
| 6   | LEDA/PGC 5059860 | AGC 113910              | 01h14m54.6s   | +31d16m35s    | 990.82       |